# Petriàtinka
Petriàtinka (en rus: Петрятинка) és un poble de l'óblast de Briansk, a Rússia, segons el cens del 2010 tenia 301 habitants. Pertany al districte de Zlinka.